# Potentiostaat
Een potentiostaat is een elektronisch toestel om een elektrode in een elektrolytvloeistof op een gedefinieerde potentiaal ten opzichte van een referentie-elektrode te houden. Meestal wordt hiervoor het drie-elektrodensysteem gebruikt.

## Principe
Een drie-elektrodensysteem bestaat uit:
- een tegen-elektrode (Counter electrode)
- een referentie-elektrode (Reference electrode)
- een werk-elektrode (Working electrode)

In dit systeem wordt de spanning URW (tussen referentie- en werk-elektrode) door de potentiostaat constant gehouden doordat een elektronisch regelcircuit de stroom ICW (tussen tegen- en werk-elektrode) en bijgevolg ook UCW aanpast. Essentieel is hierbij, dat er door de referentie-elektrode slechts een verwaarloosbaar kleine stroom loopt, zodat deze de juiste constante (evenwichts)potentiaal houdt.

De spanning URW en de stroom ICW worden nauwkeurig gemeten en kunnen eventueel afgelezen worden of aan een ander meet- of besturingsapparaat worden aangeboden.
De potentiostaat kan desgewenst door een signaalgenerator aangestuurd worden, waarmee een specifiek verloop van de potentiaal of van de stroom in de tijd kan worden opgelegd. Op deze wijze kan bijvoorbeeld een cyclovoltammogram gemaakt worden.
Als tegen-elektrode wordt meestal platina gebruikt. De referentie-elektrode is vaak een standaard-waterstofelektrode of een calomel-elektrode. De werk-elektrode is de elektrode die onderzocht wordt.